# خيسوس أريسو
خيسوس أريسو بلانكو (بالإسبانية: Jesús Areso Blanco)‏ (مواليد 2 يوليو 1999) هو لاعب كرة قدم إسباني يلعب كظهير أيمن في نادي بورغوس، على سبيل الإعارة من نادي أوساسونا.